# Ian Glasper
Ian Glasper ist ein britischer Bassist, Musikproduzent und Punk-Historiker, der sich in Sachbüchern mit der Geschichte der britischen Punkkultur der 1980er- und 1990er-Jahre auseinandersetzt.

## Leben
Glasper wurde als Jugendlicher durch die Musik von Antz, Blondie und Squeeze in die Punkszene hineingezogen. Er spielte Bass unter anderem in den britischen Bands Decadence Within und Stamping' Ground. Mit Stampin’ Ground trat er zu seinen erfolgreichsten Zeiten im Vorprogramm von Iron Maiden beim Castle Donington Monsters-of-Rock-Festival vor 50.000 Zuhörern auf der Hauptbühne auf. Zum Schreiben kam er Mitte der 1980er-Jahre durch ein eigenes Fanzine namens Little Things Please Little Minds. Er übernahm dann eine Kolumne über Hardcore Punk bei der Szene-Zeitschrift Terrorizer, die in mehr als 200 Ausgaben erschien. Zugleich schrieb er jahrelang Rezensionen zu seinem speziellen musikalischen Fachgebiet für die britische Zeitschrift Record Collector. Mit diesen Ausgangsbedingungen hatte er einige Referenzen als Punk-Geschichtsschreiber, als er mit dem Plattenlabel Cherry Red über sein Buchprojekt Burning Britain verhandelte. Außerdem startete er 1998 ein eigenes Musiklabel namens Blackfish Records, das in den fünf Jahren seines Bestehens rund 20 Veröffentlichungen, zum Teil Wiederveröffentlichung, aber auch neue Hardcore- und Metalcore-Alben umfasste. Um seine Bücher zu schreiben, legte er das Label 2003 vorläufig auf Eis. Seit bzw. ab ca. 2000 spielt bzw. spielte er Bass unter anderem in den Bands Flux of Pink Indians, Freebase, Thirty Six Strategies und Warbound.
Der Musiker und Autor ist verheiratet und hat zwei Kinder. Seinen Lebensunterhalt verdient er mit einem Brotberuf als regionaler Logistik-Manager eines Transportunternehmens.

## Werke
- Burning Britain: The History of UK Punk 1980-1984. PM Press, 2004. ISBN 978-1-60486-748-0
- Trapped in a Scene: UK Hardcore 1985-1989. PM Press, 2009.
- Armed with Anger: How UK Punk Survived the Nineties. Oktober 2012, ISBN 978-1-901447-72-9
- The Day the Country Died: A History of Anarcho Punk 1980-1984. PM Press, 2014. ISBN 978-1-60486-516-5
- Contract in Blood: A History of UK Thrash Metal Cherry Red, 2018. ISBN 978-1-909454-67-5